# Értény, Tolna
Értény  este un sat în districtul Tamás, județul Tolna, Ungaria, având o populație de 844 de locuitori (2011). 

## Demografie
Componența etnică a satului Értény
     Maghiari (75,19%)
     Romi (24,06%)
     Alții (0,76%)
Componența confesională a satului Értény
     Romano-catolici (69,67%)
     Fără religie (6,04%)
     Reformați (2,01%)
     Necunoscută (21,33%)
     Alte religii (1,42%)
Conform recensământului din 2011, satul Értény avea 844 de locuitori. Din punct de vedere etnic, majoritatea locuitorilor (75,19%) erau maghiari, cu o minoritate de romi (24,06%).  Din punct de vedere confesional, majoritatea locuitorilor (69,67%) erau romano-catolici, existând și minorități de persoane fără religie (6,04%) și reformați (2,01%). Pentru 21,33% din locuitori nu este cunoscută apartenența confesională.